# Danuta Kędzierska-Sadowska

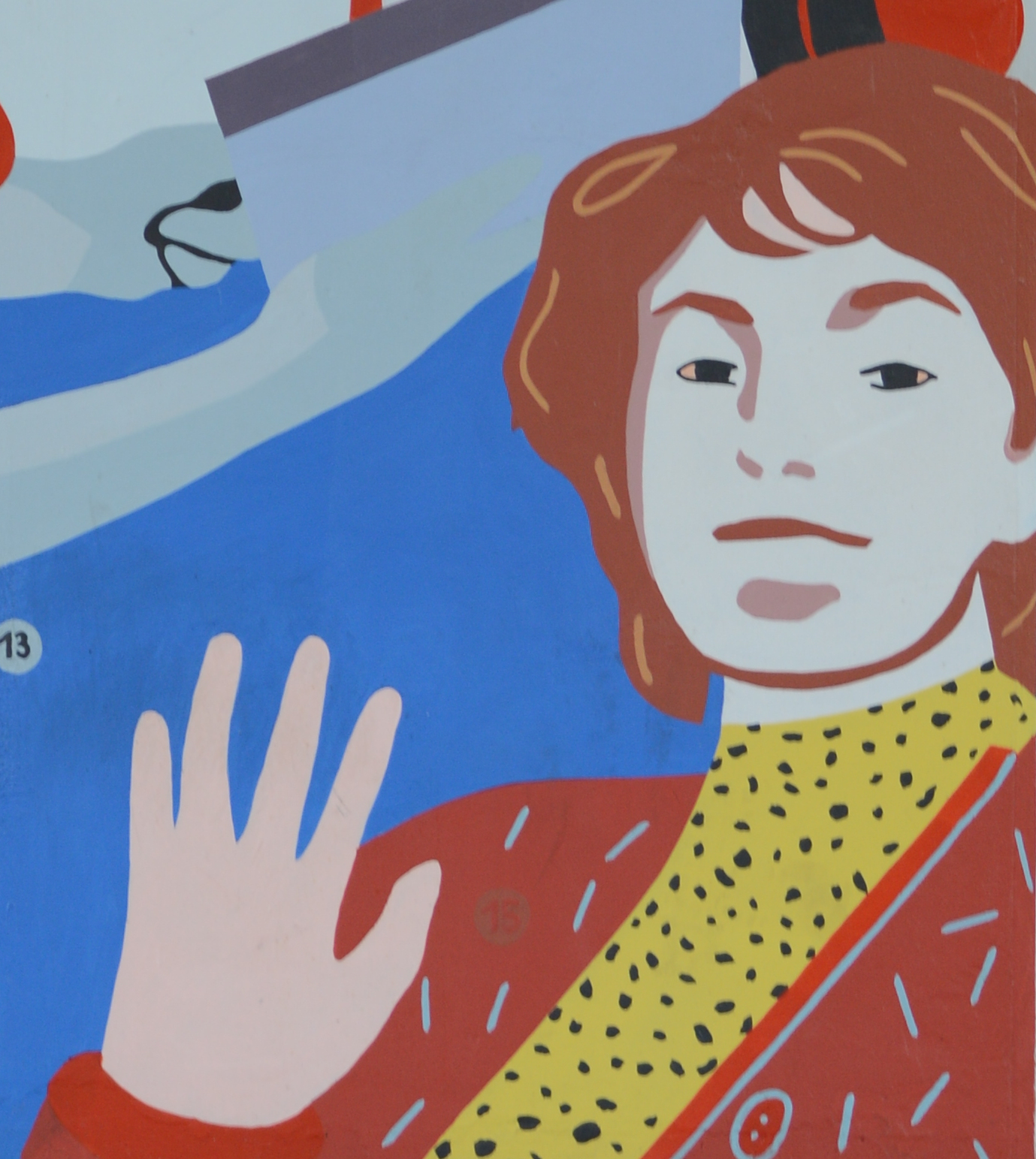
Wizerunek Danuty Kędzierskiej-Sadowskiej na muralu „Kobiety Wolności” w Gdańsku

Danuta Weronika Kędzierska-Sadowska (ur. 13 lipca 1954 w Sopocie) – polska historyczka i działaczka opozycyjna.

## Życiorys
Córka Alojzego i Barbary. W 1978 ukończyła studia na Wydziale Humanistycznym Uniwersytetu Gdańskiego. Pracę magisterską w dziedzinie historii napisała pod kierunkiem Romana Wapińskiego.
W latach 1974–1977 uczestniczyła w Duszpasterstwie Akademickim. Związana z Ruchem Młodej Polski, Wolnymi Związkami Zawodowymi Wybrzeża. W latach 1974–1978 współorganizatorka niezależnych spotkań na uczelni (m.in. z Jackiem Kuroniem, Leszkiem Moczulskim), kółek samokształceniowych, prelekcji w duszpasterstwach u jezuitów i dominikanów w Gdańsku. Zajmowała się także kolportażem prasy i wydawnictw niezależnych. W listopadzie 1977 współtworzyła Studenckie Komitety Solidarności Wyższych Uczelni Trójmiasta. W tym okresie była kilkukrotnie zatrzymywana przez SB oraz poddawana rewizji.
W latach 1978–1980 pracowała jako sprzedawczyni w kiosku Ruchu w Sopocie. Od września 1980 do 13 grudnia 1981 była historyczką w Ośrodku Analiz Bieżących/Ośrodku Prac Społeczno-Zawodowych Międzyzakładowego Komitetu Założycielskiego/ZR Solidarności w Gdańsku (m.in. z Lechem Kaczyńskim).
13 grudnia 1981 miała zostać internowana, jednak udało się uniknąć go. Pozostawała w ukryciu do czerwca 1982. W latach 1982–1984 pracowała jako statystyczka medyczna w Wojewódzkim Szpitalu Reumatologicznym w Sopocie. W latach 1984–1985 w Centralnym Muzeum Morskim w Gdańsku była przewodniczką na okręcie Dar Pomorza. W latach 1985–1987 współzakładała Remontowo-Budowlaną Spółdzielnię Pracy, której celem było tworzenie miejsc pracy dla zwalnianych z ośrodków internowania działaczy „Solidarności”. Od 1987 do 1989 była bibliotekarką w domu dziecka w Sopocie. W latach 1990–1991 prowadziła własną działalność gospodarczą. W latach 2000–2002 pracowała w Regionalnym Inspektoracie Celnym, a w latach 2002–2007 w Urzędzie Kontroli Skarbowej. W 2007 została zatrudniona w IPN w gdańskim oddziale Instytutu Pamięci Narodowej, gdzie pełniła funkcję zastępczyni naczelnika oraz kierowniczki referatu prawno-organizacyjnego. W 2019 przeszła na emeryturę.

## Odznaczenia i upamiętnienia
W 2010 „za zasługi w dokumentowaniu i upamiętnianiu prawdy o najnowszej historii Polski” została odznaczona Złotym Krzyżem Zasługi. W 2017 wyróżniona Krzyżem Wolności i Solidarności.
Wizerunek Kędzierskiej-Sadowskiej znalazł się w 2019 na muralu „Kobiety Wolności” na stacji PKM Strzyża w Gdańsku.

## Publikacje książkowe
- Danuta Sadowska, Edward Szmit, Solidarna Gdynia: sierpień 1980, Gdynia: Oficyna Verbi Causa, 2010, ISBN 978-83-60494-34-9 [dostęp 2023-05-19]. Brak numerów stron w książce
- Danuta Sadowska, Roman Zwiercan, Andrzej Kołodziej, Ludzie Sierpnia 80 w Gdyni, wyd. 2, Gdynia: Fundacja Pomorska Inicjatywa Historyczna, ISBN 978-83-62631-03-2. Brak numerów stron w książce
- Danuta Sadowska, Ludzie Sierpnia 80 w Gdyni. T. 2, Gdynia: Narodowe Centrum Kultury : Fundacja Pomorska Inicjatywa Historyczna, 2013, ISBN 978-83-62631-05-6. Brak numerów stron w książce
- Danuta Sadowska, Roman Zwiercan, Andrzej Kołodziej, Ludzie Sierpnia 80 w Gdyni. T. 3, Gdynia: Fundacja Pomorska Inicjatywa Historyczna, 2014, ISBN 978-83-62631-08-7. Brak numerów stron w książce
- Danuta Sadowska, Andrzej Kołodziej, Roman Zwiercan, Ludzie Sierpnia 80 w Gdyni. T. 4, Gdynia: Fundacja Pomorska Inicjatywa Historyczna, 2015, ISBN 978-83-62631-10-0. Brak numerów stron w książce
- Danuta Sadowska, Roman Zwiercan, Andrzej Kołodziej, Ludzie Sierpnia 80 w Gdyni. T. 5, Gdynia: Fundacja Pomorska Inicjatywa Historyczna, 2016, ISBN 978-83-62631-12-4. Brak numerów stron w książce
- Danuta Sadowska, Ludzie Sierpnia 80 w Gdyni. T. 6, Gdynia: Fundacja Pomorska Inicjatywa Historyczna, 2017, ISBN 978-83-62631-14-8. Brak numerów stron w książce